# 341317 Weisshaidinger
341317 Weisshaidinger este o planetă minoră (asteroid) din centura de asteroizi. A fost descoperită pe 1 octombrie 2007 la Gaisberg⁠(d) de Richard Gierlinger⁠(d) și a fost numită după Lukas Weißhaidinger⁠(d). 
Obiectul prezintă o orbită caracterizată de o semiaxă mare de 2,785299672602 UAi, o excentricitate de 0,16599441389392, o înclinație de 8,6764869013885 ° în raport cu ecliptica.